# Cryptanura bipartita
Cryptanura bipartita là một loài tò vò trong họ Ichneumonidae.